# Ross McManus
Ronald Patrick „Ross“ McManus (* 20. Oktober 1927 in Birkenhead, England; † 24. November 2011) war ein britischer Sänger und Trompeter. Er war der Vater von Elvis Costello.

## Karriere
McManus’ Vater und Onkel waren in einem Waisenhaus aufgewachsen, wo sie Musikinstrumente zu spielen lernten. Beide wurden klassische Orchestermusiker, und so lernte auch Ross McManus Geige und Trompete zu spielen, ging als Jugendlicher aber in Richtung Jazz. Nach dem Krieg wurde er eingezogen und war in Ägypten stationiert, wo er sein Talent als Unterhalter entwickelte. Zurück in England trat er in Clubs auf. 1950 spielte er Bebop mit Ross McManus and the New Era Music. Dann konzentrierte er sich auf die Arbeit als Sänger und Songschreiber. Im Jahr 1955 wurde er von Joe Loss und seinem Orchester engagiert und wurde zum Sänger einer der erfolgreichsten britischen Big Bands seit den 1940er Jahren. Zwischen 1961 und 1964 hatten sie auch mehrere Charthits in der britischen Hitparade.
1964 nahm er auch den selbst geschriebenen Song Patsy Girl zusammen mit den Musikern von Joe Loss auf, blieb aber damit erfolglos. Erst zwei Jahre später, als das Lied seinen Weg auf den europäischen Kontinent gefunden hatte, wurde es zum Hit. Besonders in Österreich und Deutschland wurde der Bluebeat-Titel ein größerer Charthit. Es blieb aber sein einziger Erfolg.
Im Jahr 1970 nahm er den Beatles-Song The Long and Winding Road unter dem Namen Day Costello mit eigenem Orchester auf. Costello war der Geburtsname seiner Großmutter, den später auch sein Sohn Elvis Costello verwendete.
1972 sang McManus für einen Werbespot der populären R Whites Lemonade, sein Sohn sang im Hintergrund.
Im Jahr darauf schrieb und sang Ross McManus die musikalische Rock-’n’-Roll-Untermalung für einen weiteren Spot desselben Getränks mit dem Titel The Secret Lemonade Drinker, in dem auch sein Sohn mitwirkte. Der Spot wurde 1974 beim International Advertising Festival ausgezeichnet und entwickelte sich zu einem Kultwerbefilm. Neun Jahre lang wurde er eingesetzt und in den 90er Jahren neu aufgelegt.
Ross McManus war zweimal als Trompeter auf Aufnahmen seines Sohns Elvis Costello vertreten, so 1987 bei A Town Called Big Nothing auf dem Album Out of Our Idiot und 1991 beim Titel Invasion Hitparade auf dem Album Mighty Like a Rose.

## Diskografie
Alben
- Ross McManus Sings Elvis Presley’s Golden Hits (1970; wiederveröffentlicht 1997 als Elvis' Dad Sings Elvis)
- The Leaving of Liverpool (1972)

Singles
- Patsy Girl / I’m the Greatest (Ross McManus & the Joe Loss Blue Beats, 1966)
- Girlie, Girlie / Stop Your Playing Around (1966)
- Can’t Take My Eyes Off You / If I Were a Rich Man (1967)